# Pyrrhocoroidea
Pyrrhocoroidea este o superfamilie de insecte din infraordinul Pentatomomorpha.

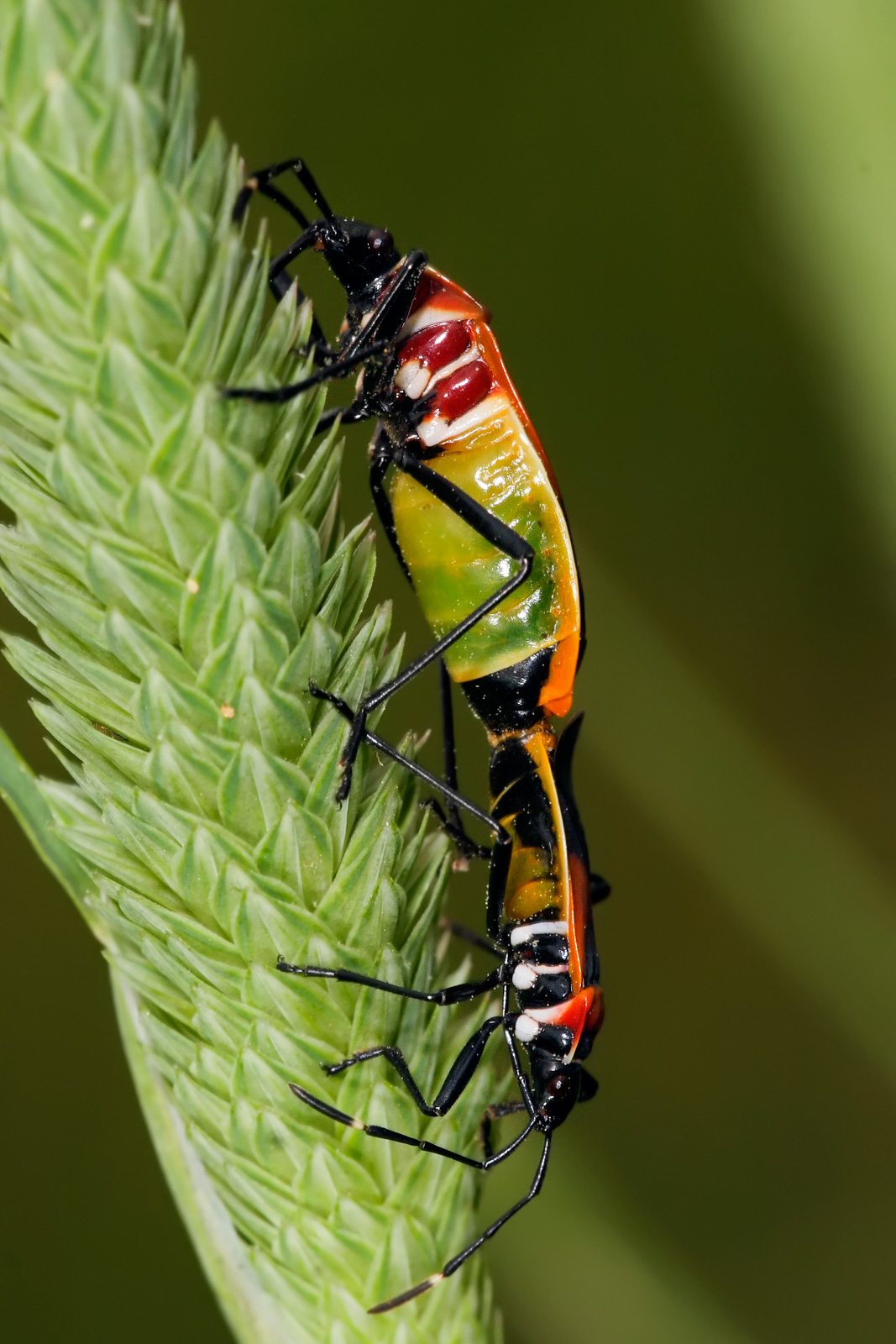
Împerecherea unor insecte din familia Largidae